# Sedum pentapetalum
Sedum pentapetalum är en fetbladsväxtart som beskrevs av A. Boriss.. Sedum pentapetalum ingår i Fetknoppssläktet som ingår i familjen fetbladsväxter. Inga underarter finns listade i Catalogue of Life.